# Ibrahim Shah di Johor
Paduka Sri Sultan Ibrahim Shah Zilu'llah fil'Alam Khalifat ul-Muminin ibni al-Marhum Yam Tuan Muda Raja Bajau (... – Riau, 16 febbraio 1685) è stato sultano di Johor dal 1677 al 1685.

## Biografia
Ibrahim Shah di Johor era l'unico figlio del Yamtuan Muda di Pahang Raja Bajau e alla morte del cugino gli succedette come sultano di Johor-Pahang-Riau-Lingga noto anche come Impero di Johor.
Nel 1678 Laksamana Tun Abdul Jamil convinse il sultano a spostare la capitale dell'impero nella provincia di Riau, al fine di reprimere efficacemente le forze del Jambi che anni prima saccheggiarono la vecchia capitale di Batu Sawar. L'anno successivo il Jambi fu finalmente sottomesso. Nel 1681, le forze del sultanato, assistite da quelle del Jambi, ora suo vassallo, sconfissero la città di Palembang e i suoi alleati bugis.
Anche se verso la fine del suo regno Ibrahim Shah voleva tornare a Johor Lama, fu convinto a cambiare idea dalla famiglia di Laksamana Tun Abdul Jamil, la cui potenza nella terraferma era notevolmente cresciuta mentre il sultano era a Riau.
Ibrahim Shah morì a Riau il 16 febbraio 1685, avvelenato da tre delle sue mogli. Gli succedette il figlio generato con la sua terza moglie, Mahmud Shah II.